# Association Sportive Artistique et Culturelle de la Concorde
O Association Sportive Artistique et Culturelle de la Concorde é um clube de futebol com sede em Nouakchott, Mauritânia. A equipe compete no Campeonato Mauritano de Futebol

## História
O clube foi fundado em 1979.